# ニコラ川
ニコラ川（ニコラがわ、英語: Neacola River）とは、北アメリカ大陸の北西端部を流れる、小さな河川の1つである。付近のニコラ山脈の名前の由来となった川として知られている。

## 流域について
ニコラ川は、その全てがアメリカ合衆国のアラスカ州のキナイ半島郡内を流れている。この川の源流は、北緯60度57分02秒、西経153度24分20秒付近であり、ここはニコラ山脈の一部である。
そして、このニコラ山脈の名称の由来となっているのが、このニコラ川である。
ニコラ川は、このニコラ山脈において、最も高くて険しい場所から流れ出しているとされていて、それで、この山脈にも同じく「ニコラ」と命名したのである。
なお、ニコラ川は、北緯61度09分18秒、西経152度53分55秒付近まで続いていて、ここでKenibuna Lakeと言う小さな湖に注いでいる。